# San Francesco di Paola (Napulj)
San Francesco di Paola je istaknuta crkva smještena na zapadnoj strani Piazze del Plebiscito, glavnog trga u Napulju, Italija.
Početkom 19. stoljeća napuljski kralj Joachim Murat (Napoleonov šurjak) isplanirao je cijeli trg i veliku zgradu s kolonadama kao posvetu caru. Kada je Napoleon konačno svrgnut s vlasti, Bourboni su vraćeni na prijestolje Napulja. Ferdinand I. nastavio je gradnju - dovršenu 1816. - ali je konačni proizvod pretvorio u crkvu kakvu danas vidimo. Posvetio ju je svetom Franji Paolskom, koji je u 16. stoljeću boravio u samostanu na ovom mjestu.
Crkva podsjeća na Panteon u Rimu. Na pročelju se nalazi trijem koji se oslanja na šest stupova i dva jonska stupa. Iznutra je crkva kružnog oblika s dvije bočne kapele. Kupola je visoka 53 metra. Portik je djelo napuljskog arhitekta Leopolda Laperute, dok je glavna zgrada švicarskog arhitekta Pietro Bianchi.

## Interijer
Unutrašnjost ima nekoliko statua: San Giovanni Crisostomo Gennara Calìja, Sant'Ambrogio Tita Angelinija, Svetog Luku Antonija Calìja, Svetog Mateja Carla Finellija, Svetog Ivana Evanđelista Pietra Teneranija, Svetog Marka Giuseppea de Fabrisa, Sant'Agostino Tommasa Arnauda i Sant'Attanasio Angela Solanija.
U kapelama s desne strane nalazimo sljedeće oltarne pale: San Nicola da Tolentino i Sveti Franjo Paolski prima stablo milosrđa od anđela, Nicola Carta, Posljednja pričest San Ferdinando di Castiglia Pietro Benvenuti, Transit di St. Josipa Camilla Gerra, Bezgrješno začeće i smrt Sant'Andrea Avellina Tommasa de Viva .
Ispred glavnog oltara nalazi se djelo Anselma Cangiana iz 1641. godine, preneseno ovamo 1835. godine iz crkve sv. Apostola . U apsidi je slika Vincenza Camuccinija koja prikazuje svetog Franju Paolskog kako oživljava mrtvog čovjeka. U sakristiji je Bezgrešno začeće Gasparea Landija i Isusovo obrezanje Antonija Campija

## Vanjske poveznice
|  | Zajednički poslužitelj ima još gradiva o temi San Francesco di Paola (Napulj) |